# Pagoda Ayuwang
La Pagoda Ayuwang o Ashoka es una pagoda en el condado de Dai, al noreste de la Prefectura de Xinzhou, en el norte de Shanxi, China.

## Nombre
El nombre de la pagoda de Ayuwang honra a Ashoka, el emperador mauriano que se convirtió al budismo alrededor del año 263 a. C. y posteriormente patrocinó enormemente la religión. La forma actual del templo es de estilo tibetano, que a veces es distinguida de otras pagodas chinas por el nombre "dagoba".

## Historia
La Pagoda Ayuwang fue construida por primera vez bajo el Sui en el 601 d. C. Durante los siguientes 600 años, fue destruida y reconstruida tres veces. Su forma actual data de la dinastía mongola Yuan, que favoreció el budismo tibetano y reconstruyó la torre en un estilo tibetano. Esta dagoba fue fuertemente dañada por un terremoto durante la dinastía Qing y posteriormente reparada.

### Citaciones
1. ↑  Zhao (2007), 130.